# Richard Clune
Pour les articles homonymes, voir Clune.
Richard Clune (né le 25 avril 1987 à Toronto dans la province d'Ontario au Canada) est un joueur professionnel canadien de hockey sur glace. Il évolue au poste d'ailier gauche

## Carrière
Natif de Toronto, il a joué son hockey junior dans la Ligue de hockey de l'Ontario avec le Sting de Sarnia puis les Colts de Barrie. En 2005, lors du repêchage d'entrée de la Ligue nationale de hockey, il est repêché par les Stars de Dallas mais n'évoluera jamais avec ce club, jouant plutôt dans les ligues mineures, soit dans la Ligue américaine de hockey avec les Stars de l'Iowa et l'ECHL avec les Steelheads de l'Idaho. En juillet 2008, il est échangé aux Kings de Los Angeles contre Lauri Tukonen.
Il fait ses débuts dans la LNH lors de la saison 2009-2010 en jouant 14 parties avec les Kings. Il a également participé à quatre des six parties de l'équipe lors des séries éliminatoires de 2010.
Après avoir les deux saisons suivantes entières dans la LAH avec les Monarchs de Manchester, alors que la saison 2012-2013 est retardée par un lock-out, il commence la saison avec les Monarchs et une fois la grève terminée, il est soumis au ballotage par les Kings et est réclamé par les Predators de Nashville. Étant parvenu à avoir un poste permanent avec les Predators, ce joueur de profondeur se voit accorder une prolongation de contrat de deux ans avec l'équipe.
Au début de la saison 2014-2015, après seulement un match disputé, il est envoyé au ballotage par les Predators avant d'être assigné aux Admirals de Milwaukee dans la LAH. Son contrat est racheté par les Predators à la fin de la saison et il signe un contrat de la LAH avec les Marlies de Toronto. Après avoir commencé la saison avec les Marlies, il signe un contrat d'un an à deux volets avec les Maple Leafs de Toronto. Il dispute une vingtaine de parties avec ces derniers et une cinquantaine avec les Marlies.
En juillet 2016, il décide de continuer à jouer avec les Marlies en signant une nouvelle fois un contrat valide pour la LAH.

## Statistiques
| Saison     | Équipe                 | Ligue      |     | Saison régulière | Saison régulière | Saison régulière | Saison régulière | Saison régulière |   | Séries éliminatoires | Séries éliminatoires | Séries éliminatoires | Séries éliminatoires | Séries éliminatoires |
| Saison     | Équipe                 | Ligue      | PJ  | B                | A                | Pts              | Pun              | PJ               | B | A                    | Pts                  | Pun                  |                      |                      |
| 2003-2004  | Sting de Sarnia        | LHO        | 58  | 3                | 13               | 16               | 72               | 5                | 0 | 1                    | 1                    | 0                    |                      |                      |
| 2004-2005  | Sting de Sarnia        | LHO        | 67  | 21               | 13               | 34               | 103              | -                | - | -                    | -                    | -                    |                      |                      |
| 2005-2006  | Sting de Sarnia        | LHO        | 61  | 20               | 32               | 52               | 126              | -                | - | -                    | -                    | -                    |                      |                      |
| 2006-2007  | Colts de Barrie        | LHO        | 67  | 32               | 46               | 78               | 151              | 8                | 3 | 4                    | 7                    | 8                    |                      |                      |
| 2006-2007  | Stars de l'Iowa        | LAH        | 1   | 0                | 0                | 0                | 2                | -                | - | -                    | -                    | -                    |                      |                      |
| 2007-2008  | Steelheads de l'Idaho  | ECHL       | 19  | 1                | 9                | 10               | 41               | -                | - | -                    | -                    | -                    |                      |                      |
| 2007-2008  | Stars de l'Iowa        | LAH        | 38  | 3                | 5                | 8                | 137              | -                | - | -                    | -                    | -                    |                      |                      |
| 2008-2009  | Monarchs de Manchester | LAH        | 35  | 3                | 6                | 9                | 87               | -                | - | -                    | -                    | -                    |                      |                      |
| 2009-2010  | Monarchs de Manchester | LAH        | 44  | 4                | 10               | 14               | 126              | -                | - | -                    | -                    | -                    |                      |                      |
| 2009-2010  | Kings de Los Angeles   | LNH        | 14  | 0                | 2                | 2                | 26               | 4                | 0 | 0                    | 0                    | 5                    |                      |                      |
| 2010-2011  | Monarchs de Manchester | LAH        | 66  | 8                | 14               | 22               | 222              | 7                | 0 | 3                    | 3                    | 6                    |                      |                      |
| 2011-2012  | Monarchs de Manchester | LAH        | 56  | 6                | 9                | 15               | 253              | 4                | 0 | 0                    | 0                    | 14                   |                      |                      |
| 2012-2013  | Monarchs de Manchester | LAH        | 35  | 2                | 5                | 7                | 98               | -                | - | -                    | -                    | -                    |                      |                      |
| 2012-2013  | Predators de Nashville | LNH        | 47  | 4                | 5                | 9                | 113              | -                | - | -                    | -                    | -                    |                      |                      |
| 2013-2014  | Predators de Nashville | LNH        | 58  | 3                | 4                | 7                | 166              | -                | - | -                    | -                    | -                    |                      |                      |
| 2014-2015  | Predators de Nashville | LNH        | 1   | 0                | 0                | 0                | 0                | -                | - | -                    | -                    | -                    |                      |                      |
| 2014-2015  | Admirals de Milwaukee  | LAH        | 61  | 6                | 10               | 16               | 176              | -                | - | -                    | -                    | -                    |                      |                      |
| 2015-2016  | Marlies de Toronto     | LAH        | 49  | 8                | 16               | 24               | 146              | 15               | 1 | 2                    | 3                    | 34                   |                      |                      |
| 2015-2016  | Maple Leafs de Toronto | LNH        | 19  | 0                | 4                | 4                | 22               | -                | - | -                    | -                    | -                    |                      |                      |
| 2016-2017  | Marlies de Toronto     | LAH        | 37  | 3                | 7                | 10               | 87               | 5                | 1 | 1                    | 2                    | 14                   |                      |                      |
| 2017-2018  | Marlies de Toronto     | LAH        | 47  | 3                | 1                | 4                | 75               | -                | - | -                    | -                    | -                    |                      |                      |
| 2018-2019  | Marlies de Toronto     | LAH        | 15  | 1                | 0                | 1                | 14               | -                | - | -                    | -                    | -                    |                      |                      |
| 2019-2020  | Marlies de Toronto     | LAH        | 16  | 3                | 1                | 4                | 28               | -                | - | -                    | -                    | -                    |                      |                      |
| 2020-2021  | Marlies de Toronto     | LAH        | 33  | 3                | 1                | 4                | 50               | -                | - | -                    | -                    | -                    |                      |                      |
| 2021-2022  | Marlies de Toronto     | LAH        | 59  | 4                | 8                | 12               | 110              | -                | - | -                    | -                    | -                    |                      |                      |
| Totaux LNH | Totaux LNH             | Totaux LNH | 139 | 7                | 15               | 22               | 327              | 4                | 0 | 0                    | 0                    | 5                    |                      |                      |

### En équipe nationale
| Année | Équipe     | Compétition                  |   | PJ | B | A | Pts | Pun               |  | Résultat |
| 2005  | Canada U18 | Championnat du monde -18 ans | 6 | 2  | 2 | 4 | 12  | Médaille d'argent |  |          |

## Trophées et honneurs personnels
- 2005 : gagnant du trophée Bobby-Smith de la Ligue de hockey de l'Ontario

## Transactions
- Repêchage 2005 : réclamé par les Stars de Dallas (3e choix de l'équipe, 71e au total) ;
- 21 juin 2008 : échangé aux Kings de Los Angeles par les Stars de Dallas en retour de Lauri Tukonen ;
- 15 janvier 2013 : réclamé au ballotage par les Predators de Nashville.